# ソフマップ
株式会社ソフマップ（英: Sofmap Co., Ltd.）は、パソコン製品などを中心に販売しているチェーンストア（パソコンショップ兼家電量販店）。ビックカメラの完全子会社である。

## 概要
東京・秋葉原を中心に、日本国内で21地区29店舗（2022年1月3日現在）を展開している。
1982年に鈴木慶によって設立され、東京都新宿区高田馬場一丁目にある貸しビルの7階で、パソコン用ソフトウェアの会員制レンタル事業を開始（同時期に同ビルの3階ではソフトムというレンタル屋も存在した）。このパソコン用ソフトウェアの会員制レンタル店は最盛期には神田、秋葉原、渋谷に直営店舗を、日吉（横浜）、川崎新町（川崎）にフランチャイズ店舗を展開する。
しかし、ソフトウェアレンタル事業は違法性が強く、当初から著作権者に問題視されており、取り締まりの機運が高まった1985年には撤退した。パソコンの中古ハードウェアの買取と販売に業態を移行させる。取り扱い品目にファミコンやパソコンのソフトの販売・買取を加え、一旦は店舗を秋葉原に集約し、現在にいたる原型が作られた。
現在の主要業態は、パソコン関連を中心とするデジタルグッズを中心とした専門小売業となっている。中古パソコン関連の買取および販売は、現在も継続されている。中古事業に関しては、ソフマップユーフロントと称してフランチャイズ展開も行う。各種テレビゲームの販売等も行っている。
かつて2002年から2007年にかけて、子会社ソフマップソフト株式会社が、ヤマギワから譲渡されたソフト販売部門であるヤマギワソフトを営業していた。

### テーマソング
テーマソング「HELLO,SOFMAP WORLD」（山川啓介作詞、林哲司作曲）は、ヨドバシカメラなど同業他社のテーマに比べて、アップテンポで刺激的なため、しばらく店内にいると耳から離れなくなる洗脳ソングとして有名で、8cmCDも発売されたほか、ソフマップ、コジマ、ビックカメラのビックカメラグループ3社を含む家電量販店9社のテーマソングを収録した12cmCD「エレクトリックパーク」にも収録された（2004年11月発売）。また、通信カラオケのUGAでも歌うことが可能。店内で流れる同曲には、日本語版のほかに、英語版・中国語版・朝鮮語版などが存在したが、CDに収録されたのは日本語版と英語版のみであった。

### プロモーション撮影
ソフマップは、駆け出しのグラビアアイドルが写真集やイメージビデオのプロモーション活動をする「聖地」としても知られる。秋葉原となんばの各店にはそうしたイベントを開く会場スペースが設けられ、青・白の市松模様にロゴをあしらった壁面を背景にセクシーなポーズを決めて撮影を行なうのは、グラドル界隈の定番の一つである。

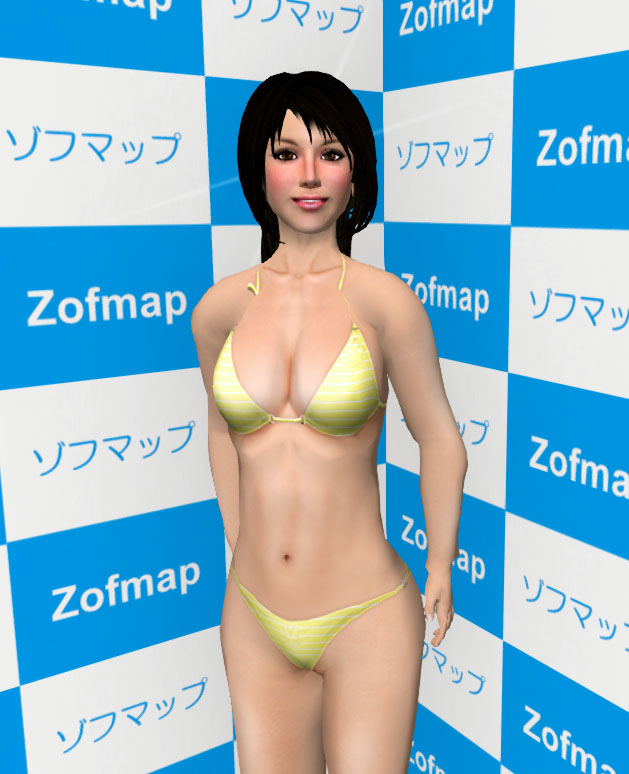
写真撮影例

## 歴史

### 「箱売り」からの躍進
ハードウェア販売を開始した当初は、秋葉原と大阪・日本橋の小型商業ビルに居を構え、商品展示は行わずその分廉価に販売する「箱売り」業態を得意としていた。そのため1986年より商品価格をリスト掲載したフリーペーパーソフマップタイムズ（後のソフマップワールド、有料化後はソフマップワールドハイパー→ソフマップドットマガジン→ソフマップデジタルバイヤーズ。2005年3月号で休刊）を大量に発行し、落下保証などといった「新品5年保証」「中古3年保証」といった独自の保証制度をいち早く開始し、創業時からの得意分野であるパソコン中古買い取りの3本柱で他社との差別化を図っていた。
その後Windows 95発売に端を発するパソコンブームを見越し、大幅に増床して初心者向けの展示販売に力を入れることとなり、1994年の秋葉原1号店シカゴ（ChicagoはWindows 95の開発呼称）、大宮を皮切りに大型店舗GIGA STORE店の出店を加速する一方、東京八重洲・池袋などではコンビニ業も行うなどの多角化経営を行った。特に秋葉原では1993年頃から当時の家電不況で廃業に追い込まれた家電量販店の店舗跡地に積極的に出店、それまで裏通りに多く展開していた小規模店舗の統合を行っていった。
大阪地区にも進出し、ほぼ同一の営業形態をとる地元資本のスタンバイと激しい販売合戦を繰り拡げた。電気街の家電量販店が勢いを落としていった当時、ソフマップは新たな電気街の雄として注目された。

### 競争激化
ところが、1990年代も半ばに入ると、パソコンの価格下落、中古品の商品サイクル短縮による流通性や収益性の低下、家庭用ゲームの販売不振などの要因が重なり、売り上げの伸びが鈍化し、停滞から凋落へ辿っていく。主力の東京の秋葉原・大阪の日本橋両地区は各フロアの狭い店舗が多い上に近隣同業者との競合が激しく、地方に展開した大型店舗では逆にフロアが広すぎて持て余してしまい非効率になるなど、店舗面の問題も足を引っ張る要因となった。郊外部に進出してくる大型家電量販店への対抗も迫られ初心者向けの展示販売に方向性を切り換えたものの、雑多な陳列、清掃の行き届かない店内、どこか話しかけにくい店員など、地方の大型店舗も含めて「箱売り」当時のマニア向けなスタイルからの脱却は遅々として進まず、垢抜けない店舗は他量販店と比較しマイナスイメージを抱え込むことになった。
また、各店舗内を一見した限りでは店員・スタッフは必要量が配置されていたものの、アルバイトや契約社員といった非正規雇用にそのほとんどを依存していた事などから、同業他社と比べても人材の入れ替わりは極めて激しいものがあり、接客態度や商品説明の知識に関する店員の技能のバラつきや適性にも問題があった上、その入れ替わりの激しさゆえに従業員全体の長期的なスキルアップを図る事もままならなかった。非正規雇用であっても優れた接客技術や豊富な知識を有する有能な従業員がいた事も事実ではあるが、正社員登用制度は当時その基準が厳しく実質的に形骸化しており、このため数年間勤務しても正規雇用の身分になれぬまま退職するか、同業他社や家電量販店へのヘッドハンティング・転職などの形で去って行き、ソフマップ社内にほとんど残らないという状況も重なった。また、これらの事がただでさえ規模に対して人数が少ない正社員にのし掛かる負担をさらに重くしてしまうという悪循環となってゆく。これらの要素が重なり続けた結果、1990年代中頃には「ソフマップはバイト（あるいは社員）を使い潰す」などという風評や、他にも社内の人事派閥抗争などの噂が立つようになり、これが口コミやパソコン通信などを介して度々広まった事で、人材確保にも苦しむ様になった。
これらの事が要因となって、競合関係にある同業他社と比較してサービス面・技術面での見劣りが目立つようになっていった。また、ソフマップカードの導入によるポイント付与もあって、「箱売り」当時からの激安というイメージもいつしか失われ（他店と価格比較できるソフマップワールド誌の無料配布は1997年で終了）、業界の中でも中途半端かつどこか浮いた存在になってしまい、そこから抜け出すことができなくなっていた。

### 丸紅傘下へ
1996年頃、創業者である鈴木慶によればソフマップの経営危機についての根拠のない噂が流れるようになったという。当初は「根拠のない噂はやがて消える」と問題視していなかったが、年末の在庫増を一部銀行から「噂の根拠」と受け取られてしまい、融資の再審査が相次ぐ様になった。融資の遅れから資金ショートに陥りかねない状態が続き、やがて取引先からも条件の見直しを求める企業が現れ始めた。風評被害が実際の経営危機を呼び起こす事態にメーンバンクとの交渉や取引先企業との信頼回復など状況改善へ乗り出し、更に外部資本の導入なども検討された。
1997年夏、「ソフマップは光通信からの外部資本導入に失敗したため、9月16日分の決済の目処が立たず、倒産する見込みである」という内容のパソコン通信の書き込みに端を発するチェーンメールが各所に出回り、この情報を信じた顧客が溜め込んでいた『ルピー（ソフマップが付与するポイント）』を取り付ける騒ぎが発生した。この流言による騒動は、メールで指摘された9月16日にソフマップが倒産しなかった事や、チェーンメールの内容に基本的な事実の誤り（ソフマップ本社の位置や光通信から導入しようとした資本金額など）がある事が指摘され、事実無根の内容であると公表された事から収束に向かった。とはいえ、外部資本の構想が結果として新たな風評被害に繋がってしまい、先述のルピーの一斉取り付けと併せて、結果として同社の経営に多大なダメージを与えることとなった。
最終的に総合商社の丸紅による資本参加を取り付けると一転して経営危機についての噂は終息し、鈴木は「大企業の暖簾の力」を痛感したという。以後は業績の改善を目指して丸紅関連会社との提携を進める一方、無個性化に繋がっていた初心者向けの展示販売を切り上げ、再びコアユーザーに向けた店づくりへの回帰を目指した。

### ビックカメラグループへ参入

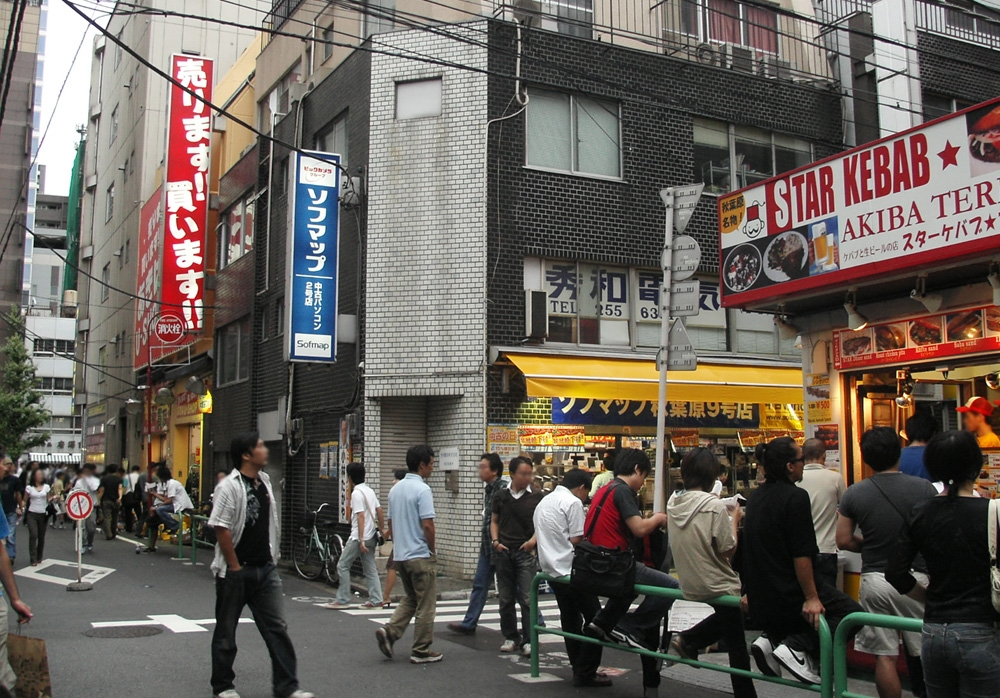
秋葉原地区に出店しているソフマップ全店はビックカメラグループのロゴを店舗外観に掲示、秋葉原ソフマップタウンリニューアル時に導入されたCIにより、「ソフマップ」の社名ロゴも改められた

丸紅傘下での業績改善は遅々とした状況が続き、2005年に丸紅がソフマップ株式の一部を家電量販店のビックカメラへ譲渡したため、今度はビックカメラと提携して業績改善に取り組むことになった。しかし、改善効果が見られないことから、2006年2月には、さらに一歩進んだビックカメラとの資本・業務提携を締結。第三者割当増資による新株発行で、ビックカメラが61.56%を取得する親会社になった。この提携により、中古品ビジネス、仕入れ・店舗展開の協力、プライベートブランドの共同開発などの事業全般で、ビックカメラ・ソフマップ両者の持つノウハウを総合的に運用し、ソフマップの経営再建を進めるという方針が取られた。
ポイントカード・提携クレジットカードの共通化は行われていないが、2007年11月20日に初めてビックカメラのインショップとしてオープンし、ビックカメラ岡山駅前店にてポイント交換サービスを開始した（詳細は後述）。また、ビックカメラが毎年発行するカレンダーをソフマップ店頭でも配布する、制服をビックカメラと共通化（デザインは同じだが色違い）など年々ビックカメラ色を強めつつある。さらに2009年10月頃から買い物袋もソフマップ単独店舗でもビックカメラと同じ物を出している（袋にはビックカメラとソフマップのロゴが併記されるようになった）。また、ビックカメラの出資以後、デフレや競争激化による収益性の低下が改善されない店舗の閉鎖および統合が順次行われている（以下参照）。
その一方でパソコン（PC）・PCソフト・DVDソフトの中古商品の扱いを強化し、2007年3月1日からビックカメラ店舗内にソフマップ買取センターを開設している。現在、買取センターは新宿西口・池袋・大宮西口・有楽町・柏・JR京都駅・なんば・立川・ラゾーナ川崎・渋谷東口・天神1号館・高崎東口のビックカメラの店舗内にある。
2007年には、主力の秋葉原地区において、子会社のヤマギワソフトを含めて、分散していた小型各店舗を大型ビルに集約しソフマップタウンに再編することを発表
。ヤマギワ本店跡地に建設したビルをソフマップ秋葉原本館と位置づけ2007年9月6日に開店した。白物家電を取り扱う店舗となり、ビックカメラ秋葉原店ともいうべき多角化店舗が展開された（その後、2009年の改装で一部を除き白物家電から撤退）。それにあわせCIも一新し、ビックカメラグループを前面に出した看板に移行中である。（しかし旧ロゴが完全に廃止されたわけではなく、2009年に開店した池袋店でも使われている。）
また、2007年11月以降は、新たな店舗形態として、ビックカメラ店内に中古専門店を積極的に出店している。また、2008年11月以降、本社機能を、順次ビックカメラ本部の該当部署所在地に移転している。
2010年1月29日、ビックカメラは、ソフマップに対して、既存株主に200株あたりビックカメラ株1株を割り当てる株式交換を実行し、完全子会社化。ソフマップは、先立つ2010年1月26日をもって上場廃止となった。2012年3月1日には、小売部門を分割して株式会社ソフマップを設立、残る店舗不動産管理等の部門（旧株式会社ソフマップ）はビックカメラに吸収合併された。
2017年6月5日には、ソフマップ秋葉原本館をビックカメラAKIBAへ転換。併せて秋葉原地区のソフマップの店舗を再編し、「ソフマップAKIBA」全5館とビックカメラを含めて「AKIBAビックマップ」と総称する形にリブランドを行う。6月22日に全館開店。

## 沿革
- 1982年（昭和57年）4月 - パソコンソフトのレンタル事業を目的として、鈴木慶が有限会社ソフマップを創業。東京都新宿区高田馬場にて店舗を開店。
- 1983年（昭和58年）
  - 秋葉原1号店（のちの秋葉原14号店新品パソコンゲームソフト専門ショップ。現在は閉店）開店。
  - 組織変更を行い、資本金3,000万円で株式会社ソフマップを設立。
- 1984年（昭和59年）- 新品・中古パソコン販売への業態転換、フランチャイズ店でのソフトレンタルは継続。
- 1985年（昭和60年）- ソフトレンタルのフランチャイズ契約解除。大阪日本橋に出店、地元資本のスタンバイと競合関係になる。
- 1992年（平成4年）- 株式の額面の変更を目的に、同名の株式会社ソフマップ（本社・埼玉県大宮市）に合併。
- 1994年（平成6年）- ソフマップカード会員制度・ルピーポイント制度開始。初の大型店GIGA STORE大宮店オープン。
- 1995年（平成7年）
  - 3月 - ソフマップ・エフ・デザイン株式会社（後のドリームテクノロジーズ）設立。
  - 有償保証制度「ソフマップワランティ」開始。
- 1997年（平成9年）- ソフマップカード会員100万名突破。夏、倒産予測の流言が飛び、ポイントカードの取り付け騒動が発生。
- 1999年（平成11年）- 角田無線電機の「本店」の店舗運営を譲り受け、「カクタソフマップ（後のパソコン総合館・現在は解体済み）」開店。[19][20][21]
- 2000年（平成12年）- 創業者の鈴木慶代表取締役社長が退任、柿谷義郎取締役会長が代表取締役社長に就任。ソフマップ・ドットコム設立。
- 2001年（平成13年）- 東京証券取引所市場第二部に上場（証券コード2690）。
- 2002年（平成14年）- 子会社であるソフマップソフト株式会社が、ヤマギワソフトからソフト関連事業に関する営業を譲り受け、東京物流センター・中古事業リユースセンター統合。
- 2003年（平成15年）- 大阪物流センター・中古事業リユースセンター統合。中古FC事業「ソフマップユーフロント」の出店を開始[22]。
- 2004年（平成16年）
  - 中古パソコンの商品化における国際標準規格ISO 9001認証取得。
  - 2月10日 - ヤマギワソフト館において火災が発生、計4フロアを焼失（同店舗は復旧し、同年8月にリニューアルオープン）。
- 2005年（平成17年）
  - 筆頭株主である丸紅がビックカメラに株式を一部譲渡。それにより筆頭株主がビックカメラ（19.84%）に移動（丸紅は13.89%）。ビックカメラと資本・業務提携に関する覚書を締結。
  - 4月15日 - 完全子会社のウインケル株式会社が「あきばU-SHOP」と「あきばA・SHOP」を開店[23]。
  - 12月21日 - 通信販売事業ソフマップ・ドットコムのホームページをリニューアルした際、各種設定などに失敗。1週間以上もの間アクセス不能となり、リニューアル後には商品が2000年1月1日着になっていたりと、復旧後にもリニューアル失敗の影響による不手際が続発。
- 2006年（平成18年）2月28日 - 株式の第三者割当増資により、ビックカメラが株式の61.56%を取得。同社の連結子会社となる。
- 2007年（平成19年）
  - 3月18日 - 秋葉原の4店舗、新宿の2店舗においてSuicaを導入。
  - 6月1日 - 子会社のソフマップソフト株式会社を吸収合併。
  - 6月6日 - ソフマップ・ドットコムにて198,000円の液晶モニターの価格を1桁削って誤表記で販売していたことが発覚。翌日になり価格を訂正したが、それまでに誤表記の液晶モニターの購入者に対してソフマップカードの割引ポイントが正規表記購入時と同額のポイントが付くことが発覚した。ソフマップでは誤表記での獲得ポイントについて無効にし、このポイントを使ってソフマップ内で購入した者に対してはポイント数がマイナスになった場合はマイナス分を請求すると発表した。
  - 9月6日 - ソフマップ初の白物家電を本格的に取り扱うソフマップ秋葉原本館を開店。開店に際しては、ビックカメラが全面的にバックアップし、開店時には多くのビックカメラ社員も売場に立った。
  - 11月 - ヤマギワソフト4店舗を順次ソフマップに店舗名称変更（同年12月に完了）。初めての「ビックカメラ店舗内のインショップ型店舗」となる岡山駅前店を開店。以降の新規出店店舗は、現時点で2022(令和4)年4月29日に開店したソフマップAKIBA 駅前館を除き全てこの業態で出店されている。
- 2008年（平成20年）
  - 6月 - 中古品を除く商品の発注業務をビックカメラに委託。
  - 11月 - 本社を豊島区東池袋のビックカメラ本社内に移転。
- 2009年（平成21年）
  - 7月1日 - 完全子会社のウインケル株式会社が、ビックカメラ関連会社の株式会社フューチャー・エコロジーに事業譲渡[24]。ソフマップは非連結決算となる。
  - 11月 - 秋葉原の本館の改装に伴い、白物家電の販売から撤退（理美容家電の販売は継続）。
- 2010年（平成22年）
  - 1月26日 - 株式上場廃止。
  - 1月29日 - 株式会社ビックカメラが株式交換を実施し、株式会社ソフマップを完全子会社化。　
  - 11月19日 - 秋葉原にソフマップ初の大型免税店「AKIBA DutyFree’S」を開店（翌年7月に改装により業態変更される）。
- 2011年（平成23年）5月19日 - 鹿児島中央駅店の開店を皮切りに、ゲーム・アニメ・キャラクターグッズやホビーを専門に扱う店舗「アキバ☆ソフマップ」を展開開始。ネットショップ「アキバ☆ソフマップ・ドットコム」の開設や、7月には秋葉原にも既存店舗の改装で2店舗を開店。
- 2012年（平成24年）3月1日 - 営業小売り部門を分割し、新たに株式会社ソフマップ（3代目）を設立。残る店舗不動産管理・外部資金調達業務部門（旧法人）はビックカメラに吸収合併。
- 2017年（平成29年）6月22日 - 秋葉原地区の店舗を再編、秋葉原本館（5月31日閉店）を「ビックカメラAKIBA」に転換（6月5日よりフロアごとに順次オープンしこの日グランドオープンする）と共に、残りの店舗も「ソフマップAKIBA」1〜5号館としてリニューアル、「AKIBAビックマップ」と総称する。
- 2018年（平成30年）
  - 7月26日 - スマートフォン向け買取アプリ「ラクウル」の提供を開始。
  - 12月1日 - ビックカメラ関連会社の株式会社フューチャー・エコロジーから電子機器リユース事業を譲受する[25]。同社が運営していたあきばU-SHOP1号店および2号店をソフマップによる運営とする。
- 2019年（令和元年）10月31日 - 事業再生ADRが成立した株式会社文教堂から、アニメショップ事業である「アニメガ」を譲受し、翌11月1日より「アニメガ×ソフマップ」として店舗営業を開始[26]。
- 2021年（令和3年）
  - 4月29日 - 秋葉原地区の店舗を再々編し5店舗体制にリニューアル[27]。
  - 12月22日 - 株式会社じゃんぱらの株式を取得し完全子会社化[28]。

### 歴代社長
|                            | 氏名       | 在任期間       | 在任期間       | 備考                 |
| -------------------------- | ---------- | -------------- | -------------- | -------------------- |
| 1                          | 鈴木慶     | 1982年04月29日 | 1984年11月     |                      |
| 2                          | 柿谷義郎   | 1984年11月     | 1990年05月     | [ 29 ]               |
| 3                          | 鈴木慶     | 1990年05月     | 2000年02月28日 | [ 30 ]               |
| 4                          | 柿谷義郎   | 2000年02月28日 | 2002年05月29日 | [ 30 ] [ 29 ]        |
| 5                          | 山科光男   | 2002年05月29日 | 2005年05月27日 | [ 30 ] [ 31 ]        |
| 6                          | 桜本克次   | 2005年05月27日 | 2006年02月28日 | [ 30 ] [ 32 ]        |
| 7                          | 野口進     | 2006年02月28日 | 2009年09月01日 | [ 30 ] [ 33 ]        |
| 8                          | 平岡正行   | 2009年09月01日 | 2011年04月23日 | [ 30 ] [ 34 ]        |
| 9                          | 中西敏広   | 2011年04月23日 | 2012年03月01日 | [ 30 ] [ 35 ]        |
| 株式会社ソフマップ（新社） |            |                |                |                      |
| 10                         | 行方伸介   | 2012年03月01日 | 2017年02月01日 | [ 36 ] [ 37 ]        |
| 11                         | 渡辺武志   | 2017年02月01日 | 2020年11月30日 | [ 38 ] [ 36 ] [ 39 ] |
| 11                         | 中阿地信介 | 2020年12月01日 | 現在           | [ 36 ] [ 1 ]         |

## 店舗

### 営業中の店舗

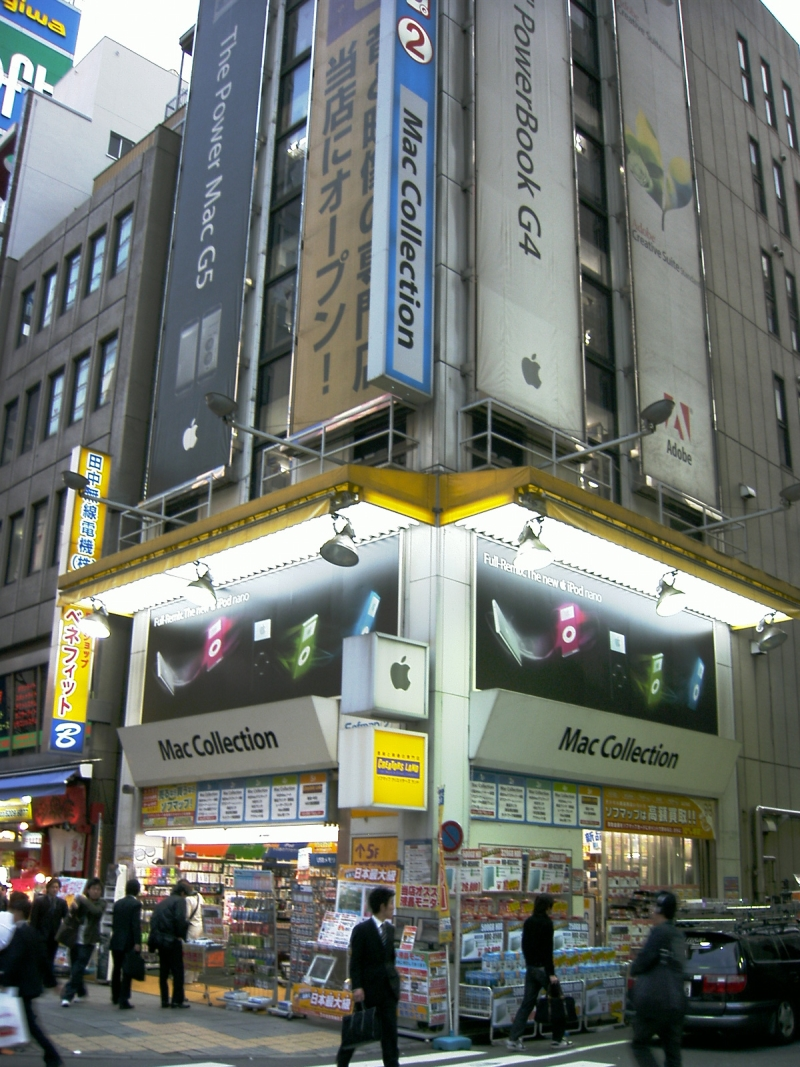
秋葉原Macクリエイターズ館
（現在はソフマップAKIBA3号店）

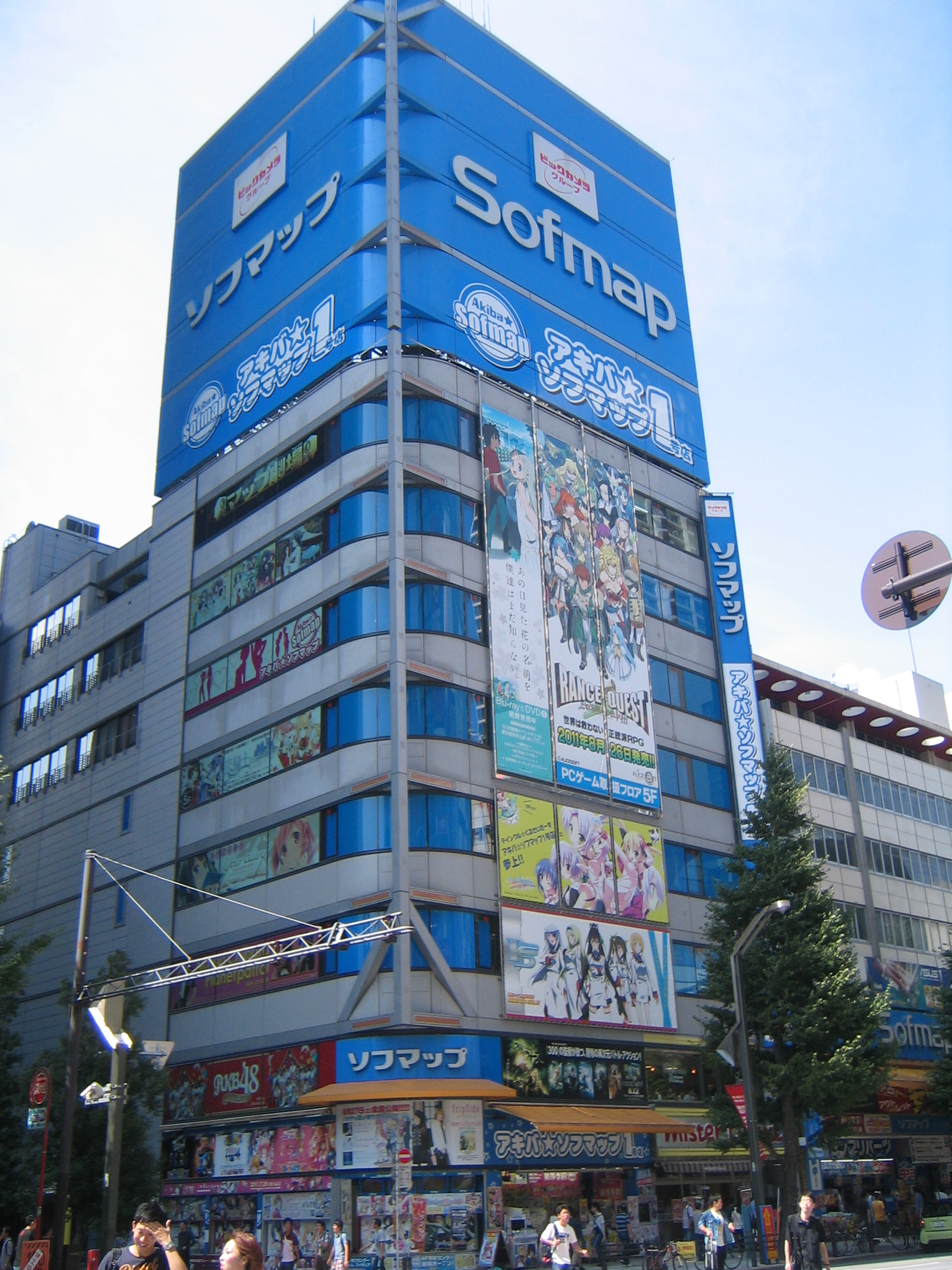
アキバ☆ソフマップ1号店
（現在はソフマップAKIBA1号店）

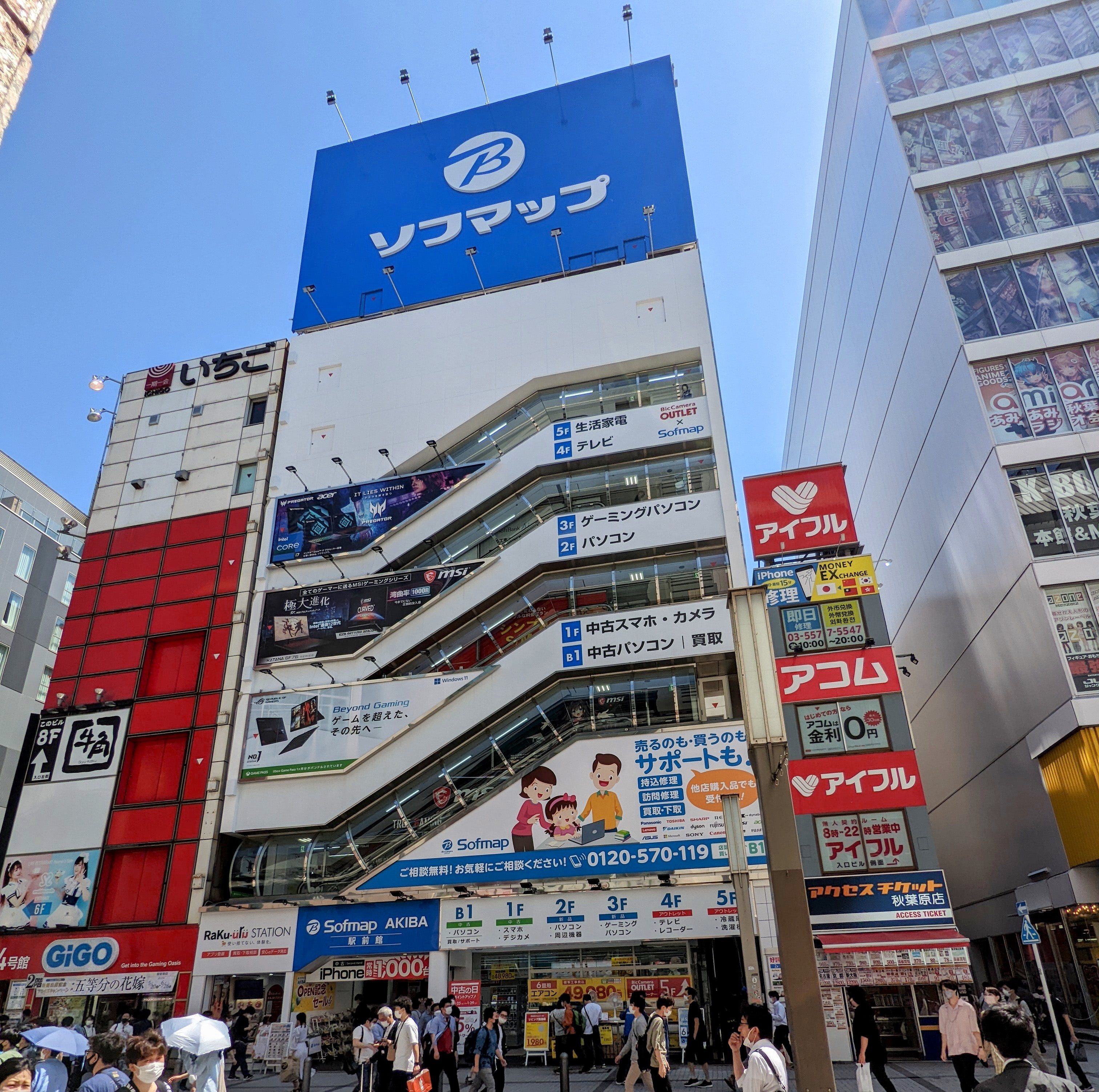
ソフマップAKIBA駅前館

各店舗の詳細は公式サイト「店舗情報」を参照。
※印…近隣にビックカメラがある店舗。
☆印…ビックカメラ店内に入居、もしくはビックカメラと併設している店舗（コジマも含む）。この場合、ソフマップの取扱品目は（「アキバ☆ - 」店舗を除いて）中古機器が中心で、新品や周辺機器・パーツ類はビックカメラ側のフロアで取り扱うケースが多い。
★印…ゲーム・アニメ・キャラクターグッズ・ホビーの販売や買取を専門に扱うアキバ☆ソフマップ店舗。
△印…文教堂からアニメショップアニメガの店舗譲受を受け、アニメガ×ソフマップとして再オープンした店舗。
▲印…プリティーシリーズのキャラクターショップであるPrism Stoneを併設する店舗。
◇印…中古ハード専門店Re Collection店舗。

#### 宮城県
- 仙台駅前店（EBeanS1階）
  - S.U.P（ソフマップ仙台駅前店内）- スマートフォンアクセサリー専門店
  - アニメガ×ソフマップ仙台駅前店（ソフマップ仙台駅前店内）▲ - 2019年11月1日に開業（併設するPrism Stoneは同年11月23日）。同年8月18日まで仙台ロフトで営業していた文教堂のアニメガの再出店。
  - じゃんぱら仙台イービーンズ店 - 2024年5月25日移転開業予定。同年5月15日まで営業している仙台駅西口店からの移転店舗。移転と同時に、ソフマップはアニメグッズ・テレビゲーム・プラモデル専門、じゃんぱらが新品・中古パソコン関係を扱う予定。

#### 東京都
- ソフマップAKIBA（旧秋葉原ソフマップタウン）※
  - パソコン・デジタル館（ヤマギワソフト・ソフト館 → パソコン総合館 → AKIBA DutyFree's → アキバ☆ソフマップ1号店 ★ → 1号店 サブカル・モバイル館）
    - 所在地：外神田3-13-12 IMYビル
    - マップ劇場（1号店8階にあった劇場。現在はイベント会場として使われている）

  - AKIBA駅前館（旧サトームセン駅前1号店→ヤマダ電機LABI秋葉原パソコン館→ツクモ秋葉原駅前店、ビックアウトレットを併設)
  - アミューズメント館（1号店・マルチメディア館 / Sofmap Chicago → 4号店 アミューズメント館）
    - 所在地：外神田1-10-8 平岡ビル

2019年11月1日よりアニメガ×ソフマップを併設。
  - ソフト館（U-Mac2 → U-Mac → CREATORS LAND MIDI 買取・下取センター → 秋葉原10号店 → あきばU-SHOP1号店）
    - 所在地：千代田区外神田3丁目14-6 佐藤ビル

ソフマップAKIBAとビックカメラAKIBA（元ソフマップ秋葉原本館）を合わせて『AKIBA ビックマップ』と総称が付けられている。
- 新宿店（甲新ビル、新宿2号店 Soft Collection）※ - 2014年9月24日に買取センター・クリニックが2階に移転入居。2017年6月に新宿3号店も統合し「新宿店」に名称変更。
- アニメガ×ソフマップ池袋サンシャインアルタ店（池袋サンシャインアルタ1階）△ - 2019年11月1日に文教堂から店舗を譲受し、アニメガ池袋サンシャインアルタ店から店名変更。
- Re Collection 新橋店（太洋ビルディング1階）◇ - 2019年7月26日開店
- Re Collection 中野ブロードウェイ店（中野ブロードウェイ1階）◇
- ビックカメラアウトレット×ソフマップ町田店（Tip's町田ビル 1・2階）※ - ビックカメラ町田店別館との併合店舗。ビックカメラセレクト町田店をリニューアルする形で開店。
  - アニメガ×ソフマップ町田店（ビックカメラアウトレット×ソフマップ町田店内） - 2019年11月1日に開業。
- 立川店（ビックカメラ立川店1階・地下1階）☆
- 池袋店 - 2024年8月8日に旧ビックカメラ池袋SELECT店跡地にオープン。
- アニメガ×ソフマップ 池袋店 - 旧Re Collection池袋店（2024年7月21日閉店）跡地に2024年7月26日オープン。

#### 埼玉県
- 川越店（アネックスA館4階・5階）
- 大宮店（大宮西武ビルアルシェ1階）※

#### 神奈川県
- ビックカメラアウトレット×ソフマップ横浜ビブレ店（横浜ビブレ7階）※☆ 
  - アニメガ×ソフマップ横浜ビブレ店（ビックカメラアウトレット×ソフマップ横浜ビブレ店内） - 2019年11月1日に開業。同年5月26日まで横浜ビブレ8階で営業していた文教堂のアニメガの再出店。

#### 静岡県
- ソフマップ静岡店（静岡東急スクエア→けやきプラザ地下1階、アニメガ静岡店→アニメガ×ソフマップ静岡店→ソフマップ静岡東急スクエア店）△▲ - 2019年11月1日に文教堂から店舗を譲受し、アニメガ静岡店から店名変更。

#### 愛知県
- 名古屋駅西店（ビックカメラ名古屋駅西店3階・4階）☆ - 旧・名古屋駅ナカ店が、これまでサービス・サポートカウンターのみ入居していたビックカメラ店舗内に移転。2015年4月13日に中古ハードフロアが、同4月16日に新品・中古ソフトフロアが開店した。
  - アニメガ×ソフマップ名古屋駅西店（ソフマップ名古屋駅西店内）▲ - 2019年12月13日に開業。2018年6月30日まで丸栄で営業していた文教堂のアニメガの再出店。

#### 大阪府
- なんば店（でんでんタウン）※ - 旧なんば店ザウルス1。ザウルス2と統合し2018年11月2日にリニューアルオープン。かつては同社で唯一鉄道模型を取り扱う店としても知られていたが、2008年3月に取扱終了した。
  - アニメガ×ソフマップなんば店（ソフマップなんば店内）▲ - 2020年2月21日開店。同年3月15日に閉店するアニメガ（文教堂）梅田ロフト店の事実上の移転であり、Prism Stone（3月26日移転）ならびにRejet shop（4月4日移転）も同店から移転した。
- ビックカメラアウトレット×ソフマップなんば店（ビックカメラなんば店1階がRe Collection、8階がビックカメラアウトレット）◇☆ - 2019年3月28日開店。

#### 兵庫県
- 神戸ハーバーランド店（umie NORTH MALL(旧Ha・Re)6階）☆ - 2012年11月21日に同ビル5階から6階に移転。同時にコジマとの共同出店店舗にリニューアル。
  - アニメガ×ソフマップ神戸ハーバーランド店（ソフマップ神戸ハーバーランド店内）▲ - 2020年5月20日にセンタープラザ2階から移転[40]。
- ソフマップ三宮店（センタープラザ2階）△ - 2019年11月1日に文教堂から店舗を譲受し、アニメガ三宮店からアニメガ×ソフマップ三宮店へ店名変更した後、2020年4月20日にソフマップへ再度店名変更[41]。

#### 岡山県
- 岡山駅前店（ビックカメラ岡山駅前店2階）☆

#### 広島県
- Re Collection 広島駅前店（ビックカメラ広島駅前店2階）◇☆ - 2018年8月31日開店。3代目・広島店から移転。

#### 福岡県
- 天神1号館（ビックカメラ天神1号館Bブロック2階）☆ - 以前はアキバ☆ソフマップ店舗だった。
  - アニメガ×ソフマップ天神1号館（ソフマップ天神1号館内）△▲ - 2020年1月24日に福岡パルコにある文教堂のアニメガから移転・譲受し（文教堂のアニメガは同年1月10日に閉店）、アニメガ福岡パルコ店から店名変更。

### 閉鎖店舗

#### 東京都

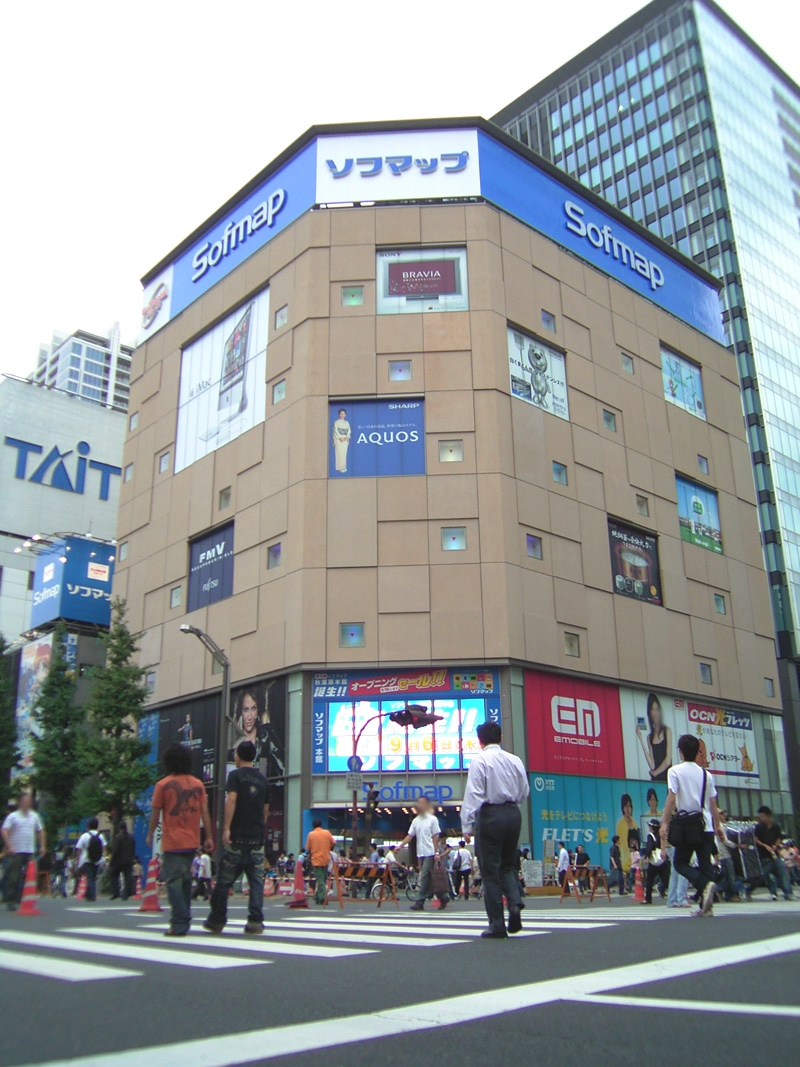
旧ソフマップ秋葉原本館

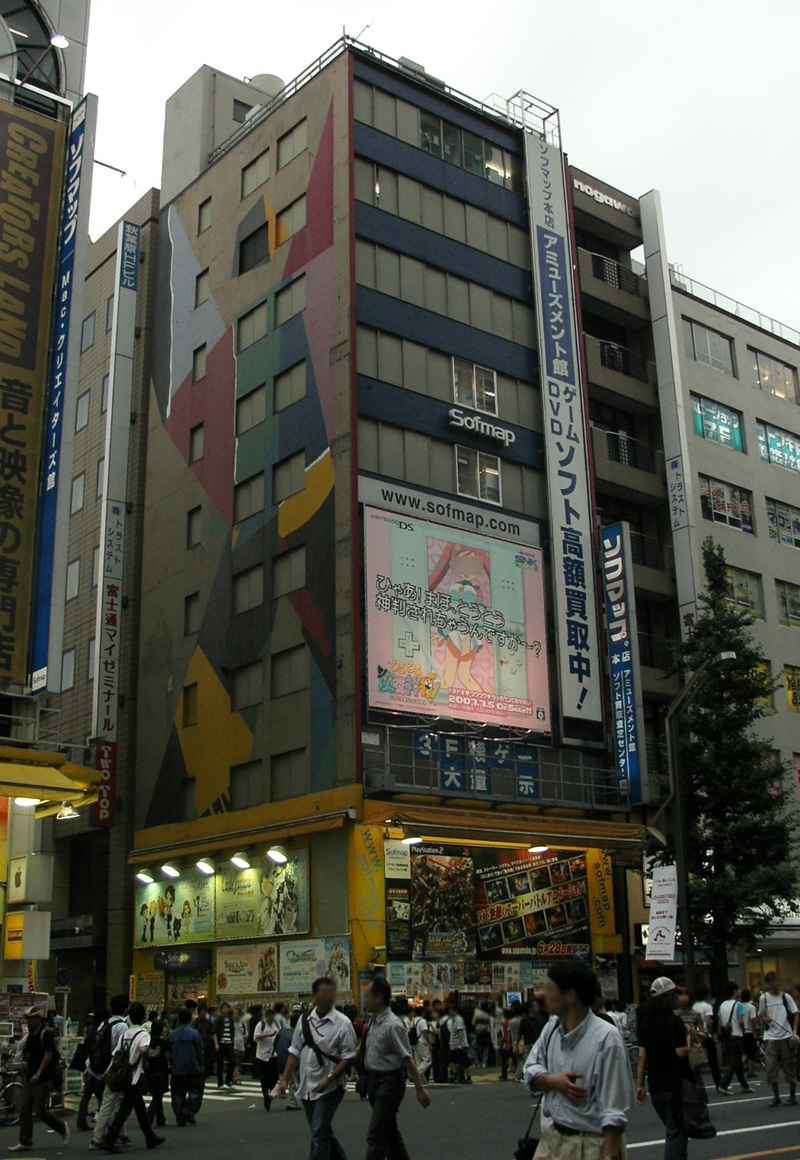
旧ソフマップ本店アミューズメント館（秋葉原）

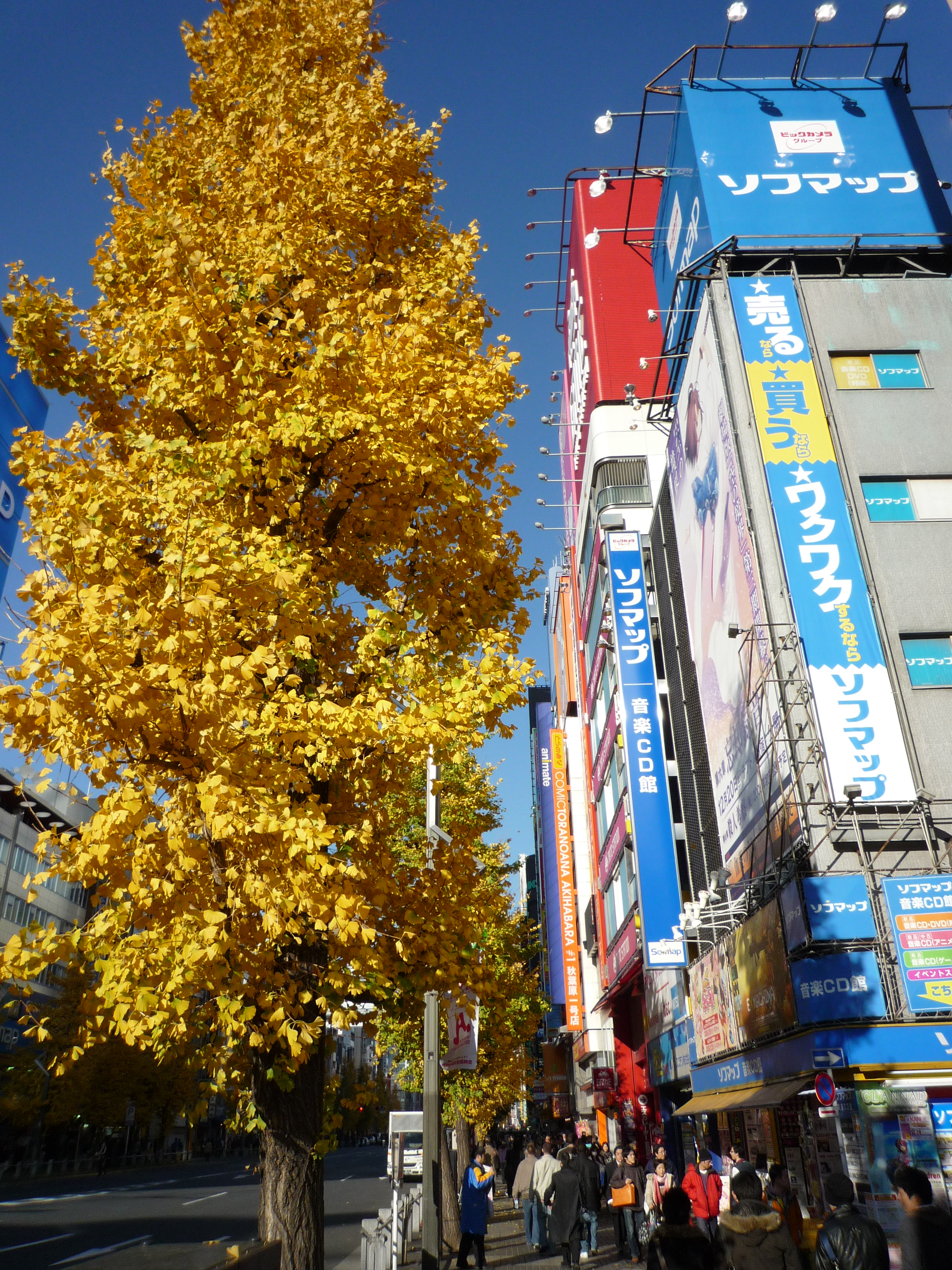
旧秋葉原音楽CD館

- 高田馬場本店（1984年限り）- 貸しビル（ニュー竹宝ビル）の一室で営業していたソフトレンタル店。閉店直前にはレンタル落ちのソフトを販売していた。
- 高田馬場店（2004年前後限り）- 現在の西武新宿線戸山口前のビル1階で中古PC・パーツ販売買取を営業していた。
- ビックカメラアウトレット×ソフマップ池袋東口店☆ - 2024年7月28日閉店。
- Re Collection 池袋店 ◇※ - 2018年3月8日に、池袋東口のBIC PHOTO店舗跡にオープン。2024年7月21日閉店、7月28日に前述のアニメガ×ソフマップ池袋店として再オープン。

- 秋葉原地区
  - 秋葉原本店（2007年9月9日限り）- 現在はTRADER本店。
所在地：千代田区外神田3丁目14-10
Used Windows専門館 → アミューズメント館
  - 初代・秋葉原2号店（2003年限り） - 現在はラムタラMEDIA WORLD AKIBA店。
所在地：千代田区外神田1丁目15-2 ミオス本館ビル
Mac Collection
  - 秋葉原3号店（2006年5月14日限り）- 現在はビートオン 秋葉原店。
所在地：千代田区外神田1丁目10-2 ソフマップビル
U-Mac → 買取＆中古モバイルPCショップ → ゲーム専門館
  - 秋葉原5号店（2009年1月12日限り）- パソコン総合館5階に移転・統合。
所在地：千代田区外神田1丁目7-12 アポンドビル
中古総合OA館 → USED PC PRO SHOP → 中古パソコン専門店
  - 秋葉原6号店（2006年3月26日限り）- 現在は日乃屋カレー秋葉原店。
所在地：千代田区外神田1丁目8-11 ソフマップビル
コンピュータD・I・Y DOS/Vパーツ専門店 → トレジャー館 → PCソフト専門Shop
  - 秋葉原7号店（2006年3月26日限り）
所在地：千代田区外神田1丁目7-13 ソフマップビル1階
中古パソコンパーツセンター → 中古ノートパソコン専門館
  - 秋葉原11号店（2011年1月10日限り）- 現在はアルタクラッセ秋葉原店。
所在地：千代田区外神田1丁目8-7 神林ビル1階
時空館 → 中古デジタル・モバイル専門店 → 中古モバイルPC専門店
  - 秋葉原12号店
所在地：千代田区外神田4丁目5-8 松孝ビル
パソコン買取査定センター → パソコン買取・下取センター
  - 初代・秋葉原13号店
所在地：千代田区外神田1丁目11-9 第2中栄ビル
総合アミューズメント館
  - 2代目・秋葉原13号店（2007年9月2日限り）
所在地：千代田区外神田3丁目11-6 ソフマップビル
総合買取・下取センター コンピュータクリニック → ホームシアター専門店 デジタルシアター倶楽部
  - 秋葉原14号店（2007年6月17日限り）
所在地：千代田区外神田3丁目15-6 小暮末広ビル1階
新品パソコンゲームソフト専門ショップ
  - 秋葉原15号店（2005年4月6日限り）
所在地：千代田区外神田1丁目8-4 銭谷ビル地下1階
ソフト買取査定センターPart2
  - 旧・秋葉原買取センター（2008年5月11日限り）- 秋葉原本館4階に移転・統合したが、その後DVDソフト館跡に再出店。
  - 秋葉原モバイル館（2017年3月12日限り）
所在地：千代田区外神田4丁目2-1 丸芝ビル
ヤマギワソフトアニメ館 → 秋葉原音楽CD館
  - 秋葉原コンピュータクリニック（2017年2月19日限り）
所在地：千代田区外神田4丁目2-7 信沢ビル
ヤマギワソフトU-SHOP
  - 秋葉原買取センター（2017年2月28日限り）
所在地：千代田区外神田4丁目2-9
ヤマギワソフトA館 → 秋葉原DVDソフト館
  - 秋葉原本館（市川・カンブンドー・ヤマギワ共同ビル） （2017年5月31日限り）。
2017年6月22日よりビックカメラAKIBAとして営業（6月5日より順次営業開始）
  - アキバ☆ソフマップ2号店（2017年6月4日限り、外神田共益ビル、旧4号店・PCゲーム・アニメ館 → PCゲーム・アニメ館）★
  - 2号店 パソコン総合館（カクタソフマップ → リユース総合館）（2021年5月5日限り）
    - 所在地：外神田3-13-8 東京角田ビル（旧重松角田共同ビル）

  - 中古デジタル館 買取センター（8号店・中古パソコン専門館 / Sofmap Networld → 中古パソコン駅前店 → 5号店 中古デジタル館 買取センター）(2022年5月8日限り)
    - 所在地：外神田1-16-9 朝風2号館ビル1階
      - 跡地は当社子会社のじゃんぱらが「じゃんぱら D-Style秋葉原店」として移転開業した[42]。

    - 買取専門館（次世代ゲーム専門店 → U-Mac トレジャー → 中古Windows専門館 → 秋葉原9号店→中古パソコン2号店 → あきばU-SHOP2号店）(2022年5月8日限り)
      - 所在地：千代田区外神田3丁目14-5 久郷ビル1

  - 3号店 Mac Collection（新2号店・Mac Collection/CREATORS LAND → Macクリエイターズ館）（2021年5月5日限り）
    - 所在地：外神田3-13-7 ニューカクタビル
- 新宿地区
  - 新宿1号店 TVゲーム専門館（2002年10月21日限り） - 翌10月21日に新宿2号店に移転・統合。
所在地：新宿区西新宿1丁目16-4 西新宿国際通ビル
  - 新宿4号店 ChicagoII Windows専門館（2006年5月14日限り）
所在地：新宿区西新宿1丁目18-20 第一火災西新宿ビル
  - 新宿西口店（2014年9月23日限り）
所在地：新宿区西新宿1丁目5-1ハルク ビックカメラ新宿西口店内
  - 新宿買取・下取センター＋クリニック（2014年9月23日限り） - 翌9月24日に新宿2号店2階に移転。
所在地：新宿区西新宿1丁目19-6 山手新宿ビル地下1階
  - 新宿3号店 Mac&PC Collection（2017年6月11日限り、西新宿ユニオンビル）

- 有楽町ソフマップ（2006年5月7日限り）- 有楽町インフォス内。店舗名に「GIGA STORE」は付かなかったが、大型総合店舗扱いであった。閉店後、同年5月14日に、ビックカメラ有楽町店別館（後に有楽町店テレビ館）としてオープンしたが、2011年5月22日に同地から撤退している。
- 旧・池袋店（1997年7月30日限り） - サンシャインシティアルパに店舗を構えていた。当初「Trendy by Sofmap」を名乗り、PC・コンビニ・ゲームの融合を図った店舗としてオープン。その後池袋店に名称を変更した。
- アニメガ×ソフマップ池袋マルイ店（池袋マルイ7階）△（2021年8月29日限り） - 2019年11月1日に文教堂から店舗を譲受し、アニメガ池袋マルイ店から店名変更。
- 神田店（1980年代前半限り）- 雑居ビル2階で営業していたソフトレンタル店。
- 渋谷店（1984年頃限り）- 渋谷区桜ケ丘のワンルームマンションで営業していたソフトレンタル店。
- 八重洲店（1997年限り）- 1996年3月オープン。東京駅八重洲北口に店舗を構えていた。当初「NETWORLD Trendy by Sofmap」を名乗り、池袋店と同様のコンビニ+PCの形態にネットワーク関連用品を多く取り扱う店舗であった。すぐそばにさくらやがあった事や、立地の悪さなどが影響し短命に終わった店舗である。
- 八王子店（2017年2月12日限り、セレオ八王子南館・ビックカメラJR八王子店3階）
- 町田西友店（2019年5月6日限り、旧 町田店、西友町田店 6階）※ - これまでは同店5階に入居していたが、2010年5月27日に6階に移転した。上記の町田店が開店するに伴って、店名が町田西友店へと2019年2月から変更。

#### 北海道
- 札幌店（2017年2月28日限り、札幌エスタ、ビックカメラ札幌店3階・4階）

#### 宮城県
- GIGA STORE仙台店（1997年12月14日限り） - 現在のタイトーステーション 仙台クリスロード店の位置にあった。

#### 茨城県
- 水戸駅店（2017年1月31日限り、エクセルみなみ、ビックカメラ水戸駅店4階・5階）

#### 埼玉県
- 川口駅前店（2009年8月16日限り）- 旧ヤマギワソフトかわぐちキャスティ店。

#### 神奈川県
- モザイクモール港北店（2004年限り）- 都筑阪急内にあった。
- 厚木店（2006年8月6日限り）- 厚木ビブレ（現イオン厚木店）内にあった。当初は7月2日閉店予定だったが、閉店セールが好調だったため延長。
- 初代・横須賀店（2009年10月18日限り）- 旧ヤマギワソフト横須賀店。
- ラゾーナ川崎店（2013年3月5日限り、ラゾーナ川崎プラザ、ビックカメララゾーナ川崎店2階）
- 2代目・横須賀店（2017年9月3日限り、コジマ×ビックカメラ横須賀店2階）☆

#### 新潟県
- 初代・新潟店（2006年5月14日限り）- 入居していた複合ビル「ミナミプラザ」は再開発事業に伴い同年9月に解体。その後マンションを内包する複合施設を建設する予定だったが、事業主体のダイア建設が経営破綻して計画は頓挫し、2010年からは新潟日報社の新本社屋（新潟日報メディアシップ）の建設計画が進められ、2013年に竣工。
- 2代目・新潟店（2017年2月28日限り、ビックカメラ新潟店3階）

#### 愛知県

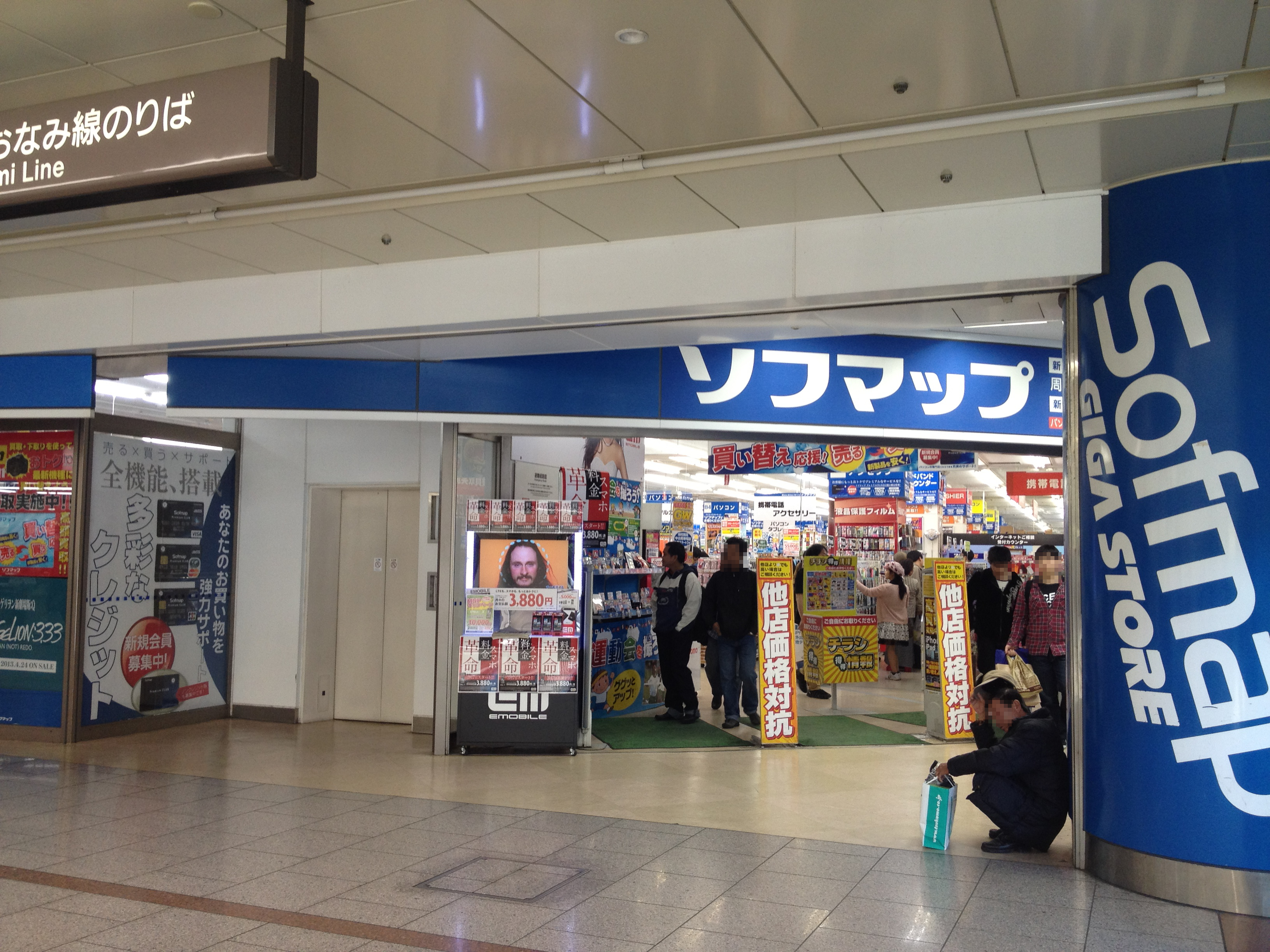
名古屋駅ナカ店

- ナディアパーク店（初代・2005年8月14日限り、2代目・2009年8月2日限り）- 初代店舗はヤマギワソフト ナディアパーク店と併設していたPC・ゲームソフト専門店だったがヤマギワソフトに吸収統合される形で閉店。その後、2007年12月5日にヤマギワソフト自体がソフマップに店舗名を変更し、2代目・ナディアパーク店となったが、2009年8月に同地から撤退した。撤退後12月にジュンク堂書店が出店。
- 名古屋駅ナカ店（2004年3月 - 2015年4月12日）- JR名古屋駅構内に出店。「新幹線改札口から美少女ゲーム売場までの距離」が日本で一番短い店（徒歩1分）として有名。店舗内のCD・DVD売場は「ヤマギワソフトコーナー」（ヤマギワソフト メルサ店からの移転）として営業していたが、2007年12月4日にソフマップに統合された。ビックカメラ名古屋駅西店内への移転に伴い閉店した。

#### 京都府
- 四条河原町店（2010年12月31日限り）
- イオンモールKYOTO店（2022年7月31日限り）

#### 大阪府

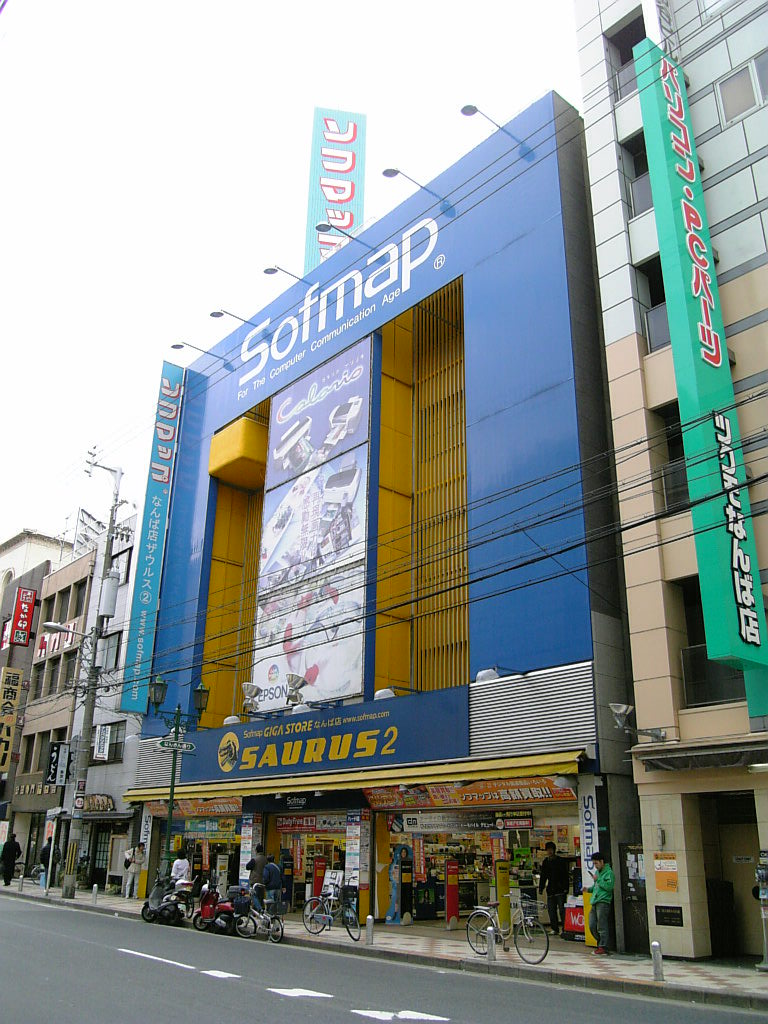
なんば店ザウルス2

- コンピュータ(ー)クリニック (1995年頃 - 1998年頃) - 日本橋4号店に統合。
- 日本橋3号店 テレビゲーム専門館 (1990年頃 - 2001年頃)
- 堺東店（2004年限り）- 閉店はモザイクモール港北店とほぼ同時期、髙島屋堺店と同居。
- 日本橋4号店 アミューズメント館（1991年頃 - 2006年2月26日）
- 日本橋5号店 Chicago（ 1991年頃 - 2006年2月26日）
- 日本橋1号店 ハード館（1988年8月 - 2015年6月25日、でんでんタウン・ソフマップビル）
- 日本橋店（旧店舗:Mac Collection 1986年 - 2000年頃 閉店当時の店舗:1998年 - 2017年4月2日］)、旧・日本橋2号店 ソフト館、でんでんタウン）- 1号店との統合に伴い2015年6月26日に店舗名変更及びリニューアル。なお、この店舗が日本橋初出店だった。なんば店ザウルス1・2(当時)に統合。
  - なお、日本橋には10号店まで存在した。うち、7号店は現・なんば店(旧:なんば店ザウルス1)。
- ビックカメラ内・なんば店（2016年11月13日限り、ビックカメラなんば店4階・5階） - 日本橋店と同様、なんば店ザウルス1・2に統合。
- 梅田店（2017年1月31日限り、大阪駅梅三小路内）
- 天王寺店（2018年1月8日限り、天王寺ミオプラザ館5階）
- なんば店ザウルス2（2018年10月28日限り、でんでんタウン）※☆ - ザウルス1と統合。4階に出店していたビックカメラ アウトレットは2019年1月25日にビックカメラなんば店8階に移転。

#### 広島県
- 初代・広島店（1990年代 - 2006年5月14日）- 大手町通り沿いに存在した。閉店後はしばらく空き家状態が続いたが、2008年2月17日に家主の都合で閉店した「デオデオネバーランド袋町店」の移転先として、3月14日に「デオデオネバーランド広島本店」として開店。2012年10月のエディオンのリニューアルで閉店後、2013年よりアニメイトビルになっている。
- 2代目・広島店（2008年3月 - 2013年6月30日、ひろしまMALL（ベスト電器B・B広島店）2階） - 旧ビックカメラベスト広島店の開店に合わせて、2008年3月に旧広島店閉店から1年10ヶ月振りの広島地区へ再出店した（旧☆店舗）。2011年5月31日に親店舗のビックカメラが閉店後も、1階に仮店舗を設けるなど行い継続して営業を続け、同年7月に開店したベスト電器B・B広島店の2階に継続出店した[43]。通常のソフマップとしての営業の他に、ビックカメラで購入した商品のアフターサービスも行っていた[44]。2013年7月の紙屋町再進出を前に6月30日で閉店した。なお、ビックカメラは後に広島駅前店を開店させ、広島再進出を果たしている。
- 3代目・広島店（2018年8月26日限り、信和広島ビル1階～3階）- ビックカメラ広島駅前店内に移転。

#### 香川県
- アニメガ×ソフマップ高松店（2021年8月31日限り 瓦町FLAG3階）△▲ - 2019年11月1日に文教堂から店舗を譲受し、アニメガ高松店から店名変更。

#### 鹿児島県
- 鹿児島中央駅店（2017年2月19日限り、ビックカメラ鹿児島中央駅店2階）

### フランチャイズ加盟社
- ユニットコム

フランチャイズ脱退
- ノジマ
  - ソフマップユーフロント藤沢店（2003年3月20日開店）[22] - ノジマ藤沢店内に出店
  - ソフマップユーフロント座間店（2019年6月24日閉店）[22] - ノジマ座間店内に出店
  - ソフマップユーフロント相模原店[45] - ノジマ相模原本店内に出店
  - ソフマップユーフロント秦野店[45] - ノジマ秦野店内に出店
  - ソフマップユーフロント所沢店[45]
- サンキュー
  - ソフマップユーフロント帯広店 - 100満ボルトフレスポ本店内に出店
  - ソフマップユーフロント金沢店（2018年5月6日閉店） - 100満ボルト金沢本店内に出店
- サンタの創庫
  - ソフマップユーフロント長野南バイパス店[46] - サンタの創庫長野南バイパス店内に出店

## サービス

### ソフマップカード
ソフマップでは、ソフマップカードを発行し、ポイントサービスを行っている。現在は「ドットコム ポイント会員」、「ノンクレジット版（ソフマップポイントカード）」、「ソフマップ プレミアムCLUBカード ノンクレジット・クレジット版」の3種類。加入条件はいずれも中学生以上。
「ドットコム ポイント会員」はソフマップ・ドットコム専用のポイントサービスでカードは発行されない。店舗で利用するためには「プレミアムCLUBカード」へ切り替えが必要であり、「ノンクレジット版（ソフマップポイントカード）」へ切り替えは受けつけていないので注意が必要である。
「ノンクレジット版（ソフマップポイントカード）」はかつてクレジットカード付きの「クレジット版」も発行していたが、「プレミアムCLUBカード クレジット版」の登場と共に新規受付は終了。終了後も更新する事によって利用する事が出来たが、2017年以降のカード更新から「プレミアムCLUBカード クレジット版」への切り替えが進められている。切り替えには発行元であるジャックスに連絡する必要があり、連絡を行わないはそのまま解約として扱われる事になっている。
かつて「ノンクレジット版」は長らく『入会金500円、年会費は無料』というものであったが、2017年に行われた「ビックカメラグループ共通ポイントカード」への統一と同時に入会金は廃止となった。変更前のデザインは水色背景に白文字で「Sofmap」と書かれたシンプルなものであったが、統一後は銀色背景に黒文字で「Sofmap」と記載されており、背景には「BIC CAMERA」の文字やロゴがつくなど、ビックカメラグループ色が強くなっている。
「ビックカメラグループ共通ポイントカード」への統一後、デザインを含めてビックカメラのものへと変更されたが、買い取りポイント「ルピー」（後続に記載）の記載は当カードのみしか搭載されておらず、全く同じ見た目のビックカメラ・コジマのカードでは利用する事は出来ない。そのため、カード左上部には「+Sofmap 買い取りポイントカード」という記載がされているものの、それ以外でロゴ以外の見分けが付かず、デザイン統一によって複雑化を逆に招いてしまっている。
入会金廃止以前は、しばしば無料キャンペーンを行い、店舗によっては常時無料で発行していた事も多くあった。ただ「クレジット版」を申請すれば、入会金は常時無料であったが、ビックカメラSuicaカードの様にカードの即時発行する事は出来なかった。そのため、クレジットカードが出来るまでの間、仮カードとしてクレジットが付かないカードを渡される。ソフマップカードで最初申し込んだ場合は、クレジット機能付のカードへ移行可能。移行した際にはその回に限り1000円分の値引きが実施されていた。

### ポイント制度
ポイントサービスには2種類あり、通常のショッピングで加算される「ルピー」と買取サービスを依頼した際に現金の代わりに受け取る「プール」と呼ばれるポイントがある。どちらも1ルピー＝1プール＝1円単位でショッピングに利用できる。利用する際、ルピーは商品の税抜き金額に対して割引されるが、プールは税込み金額に対して割引される。例えば、税込み105円の買い物をした際、ルピーであれば100ルピーで買えるが、プールは105プール必要になる。また、ルピーでの買い物はポイント還元されないが、プールでの買い物は現金と同じくルピーで還元される。2022年現在は「ルピー」「プール」とは呼ばなくなり、「ソフマップポイント」「ビック買取マネー」となっている。利用の際の割引額はいずれも税込み金額から。
買取サービスの際にプールで受け取ると、通常10%のボーナスポイントが付加される。かつてはボーナス分はプールとして加算されたが、現在はルピーとして加算されている（プールポイント使用時にルピーポイントはつくがルピーポイント使用時にポイントはつかない）。一部のビックカメラに設置されているソフマップ買い取りセンターでは、かつてはポイント買い取りをする際に、ソフマップカードのポイントにするかビックポイントカードのポイントにするか選択できるようになっていた。かつて、ビックポイントカードにはプールポイントという仕組みはなかったため、買い取りで得たポイントを使用して買い物をすると、その分にはポイントが付かなかった。2022年現在は、現金かビック買取マネーのいずれかになっているため、ビックポイントカードやコジマお客さまカードでもアプリ会員登録をしていればビック買取マネーへ貯めることが出来るようになっている（ビック及びコジマの会員カードは買い取り時の指定でボーナス付与5%、ソフマッププレミアムCLUBカードノンクレジット版は10%、同クレジット版は11%）。
クレジットカードとポイントカードを一体化させた、ソフマップJACCSカード（現：ソフマップ プレミアムCLUB クレジットカード）は、他社利用時のポイントが200円で1ポイント（ルピー）と他社より還元率が低めだが、ソフマップで分割払いを使用する際の金利が12回までは常時1%、キャンペーン実施時には0%と低いのが特徴（2022年現在は最大36回まで無金利）。かつてはVisaとマスターカードがジャックス提携で、JCBはアプラスとの提携だったが、現在は3種類すべてジャックスが発行している。
この他、かつては「クラブS」という上級会員制度があったが、現在は廃止されている。
ソフマップカード発足当初は、ポイント付与率は高額商品が多いため利益圧迫とならないよう原則1%と低めに設定されていたが、上記のとおり価格面での競争力が低下したこと、他店では10%台の還元率もごく普通のものとなっていたことから、現在では商品によって10%を超える設定も多くなりつつある。
また、ネットショップのポイント還元率は原則10%の為、販売価格が実店舗とネットショップで同じ商品なら、店頭で買うよりもネットで買った方がポイントが多く貰える事が多い。
ソフマップがビックカメラ傘下となったことに伴い、2007年の11月に開店したビックカメラ岡山店より、ビックカメラのポイントとソフマップのポイントを相互に交換できるサービスを開始している。当初はソフマップまたはビックカメラが過去出店していなかった地域の店舗に限定されていたが、2009年3月1日より全店舗で交換サービスを開始した。ビックポイントをソフマップポイントに交換する場合、ソフマップポイントはルピーポイントとなる。また、プールポイントをビックポイントに交換することは出来ない。2022年現在は更に進んで、ソフマップドットコム・ビックカメラドットコム・コジマネットの3サイトで会員登録情報が一致していれば各サイトで希望の移行先へ会員番号と移行希望ポイント数を入力するだけで簡単にポイントを移行できるようになっている（ビック買取マネーを除く）。
なお、ソフマップカードが2005年12月20日以前に会員登録されたものの場合、ソフマップドットコムでの同カードを介した会員登録を行うことができないので注意が必要である。

### ソフマッププレミアムクラブ
2010年6月1日より上級会員カード「ソフマッププレミアムクラブ」が開始された。入会金は無料で年会費が1029円かかるが年に一度ソフマップで商品を購入（ポイントのみでの決裁は対象外）or月額サービスの利用orソフマップワランティM（プレミアムプラン）の支払いがある場合無料になる。ポイント還元率が通常1%から2%、商品によっては通常のカードよりさらに高率になる場合もある。また月額制の延長保証サービス・ソフマップワランティ（旧：プレミアムワランティ）等のサービスも追加されている。加入にはクレジットカードの登録が必須である。そのクレジットカードは必ずしもソフマップの提携カードである必要はない（但し、ノンクレジット版からクレジット版にアップグレードした場合はワランティ及び月額サービスの支払いも同カードに固定される）。なお、買い取りを使用する際代金を現金ではなくソフマップカードのポイント（現：ビック買取マネー）にすると10%増額するサービスがあったが、このカードの導入に伴い買い取り金額を10%上乗せされるのはプレミアムカードのみになり、通常のソフマップカードでは5%に減額された。

### まとめて予約
2020年2月17日開始のソフマップカード所有者を対象にしたポイントサービス。内容としては下記にある「予約の日」を常時化してリニューアルしたもので有り、300円以上のCD・映像ソフト・ゲームソフト・ホビー商品を3本以上予約した場合に500ポイント、5本以上予約した場合には1000ポイントが付与されるという部分は変わらないものの、更に5000円以上の商品を予約購入時には200ポイントが追加で付与されるという新たな特典が追加されている。

### 過去

#### 壱マップ
ソフマップカード所有者を対象に、300円以上のCD・映像ソフト・ゲームソフト・ホビー商品を予約した際、購入時に「壱マップ」というチケットをもらうことができた。このチケットは集めた枚数によってポイント還元ができ、20枚集めた場合はソフマップオリジナル景品との引き換えが可能になっているのが特徴だった。ただし有効期限は1年で、ソフマップ会員であることが必須なため、引き換えの際はソフマップカードの提示が必要になり、第三者への譲渡・使用は不可となっていた。なお、オンラインショップ（ソフマップ・ドットコムやアキバ☆ソフマップ・ドットコムなど）は対象外だった。。

#### 予約の日
ソフマップカード所有者を対象に、300円以上のCD・映像ソフト・ゲームソフト・ホビー商品を毎週木曜日に3本以上予約した際、ボーナスポイントが付与されていた。

## ネットショップ
ソフマップでは「ソフマップ・ドットコム」、「アキバ☆ソフマップ」、「リコレ!」という3つのネットショップサイト及び「ラクウル」と言う買い取り専門サイトを展開している。「ソフマップ・ドットコム」では通常の電化製品などを扱い、「アキバ☆ソフマップ」ではアニメ・ゲーム・音楽CD・美少女ゲーム等のサブカルチャー商品を取り扱う。「リコレ!」は、中古取り扱い専門サイトで様々な中古商品（一部店舗展示品）を取り扱う。「ラクウル」はビックカメラグループ全般の買い取り専門サイト。
アカウントは各サイト共通であり、住所・カード情報・ソフマップポイント・ビック買取マネーなどを共有して利用できる（ラクウルは専用IDの他ビックカメラ.com、コジマネットのIDも利用可）。また、基本的に3000円以上の購入で送料無料（リコレ!で中古ゲームソフト以外の物を購入時を除く）となり、「ビックカメラ.com」同様にクレジットカード・ポイント支払い・コンビニ支払いに対応する一方、商品の店舗取り置きなどは非対応。（一部店舗のみビックカメラ.com経由での店舗取り置きは可能）

### ソフマップ・ドットコム
1990年代後半から運営を行っている。開設当初はパソコン関連製品・DVD・ゲーム製品などの新品製品を取り扱っていたが、2000年11月からは中古商品の取り扱いも初め、その後は2011年まで音楽CD・Blu-ray・美少女ゲームなども取り扱っていた。
ただ、一つのサイトでパソコン関連製品から美少女ゲームなどのアダルト製品を行っていた事などから、ジャンル分けを行うために、2011年に姉妹サイトの「アキバ☆ソフマップ・ドットコム」を開設。その後は取り扱っていた全てのサブカルチャー商品が移管され、現在はパソコン関連製品・電化製品のみ変更となっている。また、2018年7月には後述の「リコレ!」が稼動開始したことから、ソフマップ・ドットコムでは新品の扱いが主になる。ビックカメラグループの通販サイトでは唯一ビック買取マネーを利用可能（ソフマップ会員に加算された分のみ）。

### アキバ☆ソフマップ
「ソフマップ・ドットコム」から移管されたサブカルチャー製品を扱う姉妹サイト。TVゲーム・Blu-ray／DVD（映像ソフト）・音楽CD・フィギュア・美少女ゲーム等を扱っており、美少女ゲームなどのアダルト製品のページでは年齢確認ページが表示される。
2011年のサイト開設から2021年2月までは「アキバ☆ソフマップ・ドットコム」、同年3月～4月頃までは「アキ☆ソフ powered by Sofmap」として運営されていた。後者のサイト名が短期間で取りやめられた理由は不明であるが、前者のサイト名から「・ドットコム」が外された理由としては、実店舗での「アキバ☆ソフマップ」の展開を取りやめたことが理由だと考えられる。実店舗が存在しないため、区分けする必要も無いことから、実店舗が存在する「ソフマップ・ドットコム」はサイト名が維持されている。
サイト内の独自コンテンツも多く、かつてはアニメ・美少女ゲームの情報などを掲載する「アニメゲーム情報最前線」や、コスプレ店員によるブログ「こすらぼ～秋葉原ソフマップで働くコスプレ店員のブログ～」などが掲載されていたが、現在は「アニメゲーム情報最前線」以外のコンテンツを閲覧するのは不可能。どちらのページもアダルト製品の紹介が入るため、上記の年齢確認が必要となっていた。
かつては実店舗との関連性も強く、第2・4土曜に行われている「Wポイントデー」等は店舗との同時開催であった他、その他セールも場合によっては同時開催の時も多かったが、現在は別々になりつつある。
2017年以降からは実店舗を含めてソフマップ全体での改悪化がみられ、2017年11月には美少女ゲームのみ購入金額に関係なく1点ずつ送料が発生する他、2017年12月からは「Wポイントデー」では音楽CDが対象外になっている。その後も改悪化は継続して行われており、2020年7月からはグッズのポイントが1%→5%還元になる一方で、音楽CDのポイントが10%→5%還元に変更された。また、商品の注文単位での送料が廃止され、新たに「送料グループ」という制度が設けられる事となった。この制度は通常商品、BD/DVD・音楽CD、送料無料対象外（中古商品・アダルト製品等）などに商品をグループ化し、そのグループの商品を一定金額を購入する事によって無料になるというもの。この制度の登場により、送料の複雑化を招く事となり、複雑化した制度を利用者が理解しなければならない状態となっている。
依然として「送料グループ」制度は存在するものの、2021年4月からは美少女ゲームも1万円以上の購入で送料無料対象となり、2017年11月の改悪化から約3年半ぶりに事実の改善となった。
2019年8月1日付で、文教堂からアニメガ関連の通販業務の移管を受け、アキバ☆ソフマップ・ドットコム内に「animega online」がオープンした。

### リコレ!
2018年7月に開始。正式名称は「リコレ! powered by SOFMAP」。ソフマップ・ドットコムでも中古商品を扱っているが、それとは別に中古専門の新規独立サイトとして展開。ただ購入するだけで無く、ソフマップ店舗における中古在庫状況も確認できる。

### ラクウル
ビックカメラグループ全般の買い取り専門サイト。専用アプリもあり、持ち物帳機能で自分が持っているアイテムの売り時が分かるほか、スマートフォンで売却商品の集荷依頼から下取り額確定後の入金（ウォレットもしくはビック買取マネー。店頭買取時は店頭出金も選択可）まで行える。買い取り方法は集荷だけで無くビックカメラグループ各店舗（ビックカメラ・ソフマップ・コジマ（コジマ×ビックカメラ店舗））への持ち込み予約も同サイトから行える。

## 関連会社

### 子会社
- 株式会社デジコミ（非連結子会社）
- 株式会社じゃんぱら（完全子会社[28]）

### かつての子会社
- ソフマップソフト株式会社→2007年6月1日、ソフマップに吸収・合併。
秋葉原地区のヤマギワソフト4店舗は2007年9月3日で一時閉店し、すべてソフマップタウン店舗としてリニューアル再編され、2007年9月13日に再オープンした。
残る名古屋2店舗、横須賀1店舗、埼玉1店舗も2007年11月より順次ソフマップに名称変更された。詳細は店舗欄参照。
- ウインケル株式会社（連結子会社） - 2009年7月にビックカメラ子会社の株式会社フューチャー・エコロジーへ全事業を譲渡。
- マップグループ各社 - かつて、ソフマップを母体に様々な業態に進出、店舗網を広げていき、グループ店舗間共通商品券も発行していた。その後ディスクマップの経営破綻、ソフマップの経営悪化・丸紅傘下入りからグループは解消されている。
  - ディスクマップ - CD・ビデオソフト販売店。1997年に経営破綻し倒産。
  - マップカメラ - カメラ専門店。現在はシュッピン株式会社が運営しており、創業者の鈴木慶が経営している。
  - アートマップ - 絵画専門店。ディスクマップ同様に経営破綻で閉店。
  - ソフマップ・エフ・デザイン - オーサリングソフト「MADO（後にQuovis、ZOOMAに改名）」を開発。法人としてはソフマップ・フューチャー・デザイン、ドリームテクノロジーズを経て、トライアイズとして現存。

## その他
- ネットスラングとして、しばしば「ソフ」と略される（特に、同業他社と並べていう場合）ほか、「祖父地図」「祖父」などと書かれることも少なくない。この漢字表記については、ニフティサーブなどのパソコン通信BBSにおいて「商業目的の書き込み禁止」という規約があったため、「価格情報などを店名入りで書き込むだけでも商業目的とみなされるのではないか」と考えた利用者が使い始めた隠語であるとされる。2005年頃に[48]使用されていたイメージキャラクターであるマップチュの尻に「祖父地図」と書かれ、ポスターや一部の紙袋に使われるなどしていたため、店側でもこの表記について認識していることがうかがえる（現在、マップチュは使用されていない）。